# Río Putani
Río Putani är ett vattendrag i Bolivia, på gränsen till Chile. Det ligger i den västra delen av landet, 500 km väster om huvudstaden Sucre.
Omgivningen kring Río Putani är i huvudsak ett öppet busklandskap. Området är mycket glesbefolkat, med 4 invånare per kvadratkilometer.